# Dorisk orden
Den doriske orden inden for den antikke arkitektur kendes fra år 700 f.kr. (Arkaisk tid (700-500 f.Kr.) og tidlig klassisk tid (500-450 f.Kr.)), hvor den blev benyttet i Grækenland i doriske templer.
Søjleordenen er udsmykket i toppen og bunden. Selve søjlen er en konveks cylinder med brede riller (kannelurer) fra søjlefoden op til kapitælet (søjlehovedet).